# 乳头层
乳头层（英語：papillary layer），是真皮的浅层，通过基膜与表皮连接。乳头层主要由大量的结缔组织形成的真皮乳头构成，可供给表皮所需营养物质，运走代谢产物，感受触的刺激。